# Tremont House
La Tremont House era un hotel ubicado en Chicago, Illinois. Un hotel moderno también lleva el mismo nombre.

## Original

### Primer hotel
El edificio original del hotel fue construido en 1833. Era una estructura de madera de tres pisos ubicada en la esquina noroeste de la intersección de Lake Street (Lake Street (Chicago) y Dearborn Street. Se perdió en un incendio en 1839. Tomó su nombre de la Tremont de Boston House. Más tarde, un periodista contó que recordaba que el hotel era una estructura de estructura de tres pisos de aproximadamente de largo y 70 pies (21,3 m) de ancho.
El edificio era originalmente una pensión. Su propietario original de la propiedad era Starr Foot, quien lo vendió a Malliory & Able en 1835. Luego, la operación se vendió a un hombre llamado Dorwin en 1837. Dorwin vendió el contrato de arrendamiento meses más tarde ese año a los hermanos Ira Couch y James Couch. Los hermanos Couch convirtieron el edificio en el primero de la hotel de la ciudad, operándolo en el edificio durante los dos años antes de que se incendiara.

### Segundo hotel
El segundo hotel se construyó después de la pérdida del primero,, que se inició en diciembre de 1839 y se inauguró en mayo de 1840. La estructura era una estructura de armazón de tres pisos ubicada en la esquina sureste. de la intersección de las calles Lake y Dearborn. Tenía 93 pies (28,3 m) de frente sobre la calle Dearborn y 100 pies (30,5 m; 30,5 m) del frente a lo largo de Lake Street. Se perdió en un incendio el 21 de julio de 1841. Alrededor de 1839, los hermanos compraron el terreno en el que se encontraba el hotel. Cuando se perdió el edificio, en 1841, poseían 180 pies (54,9 m) pies de frente del bloque a lo largo de Dearborn Street y 140 pies (42,7 m) de frente en la cuadra a lo largo de Lake Street.

### Tercer hotel

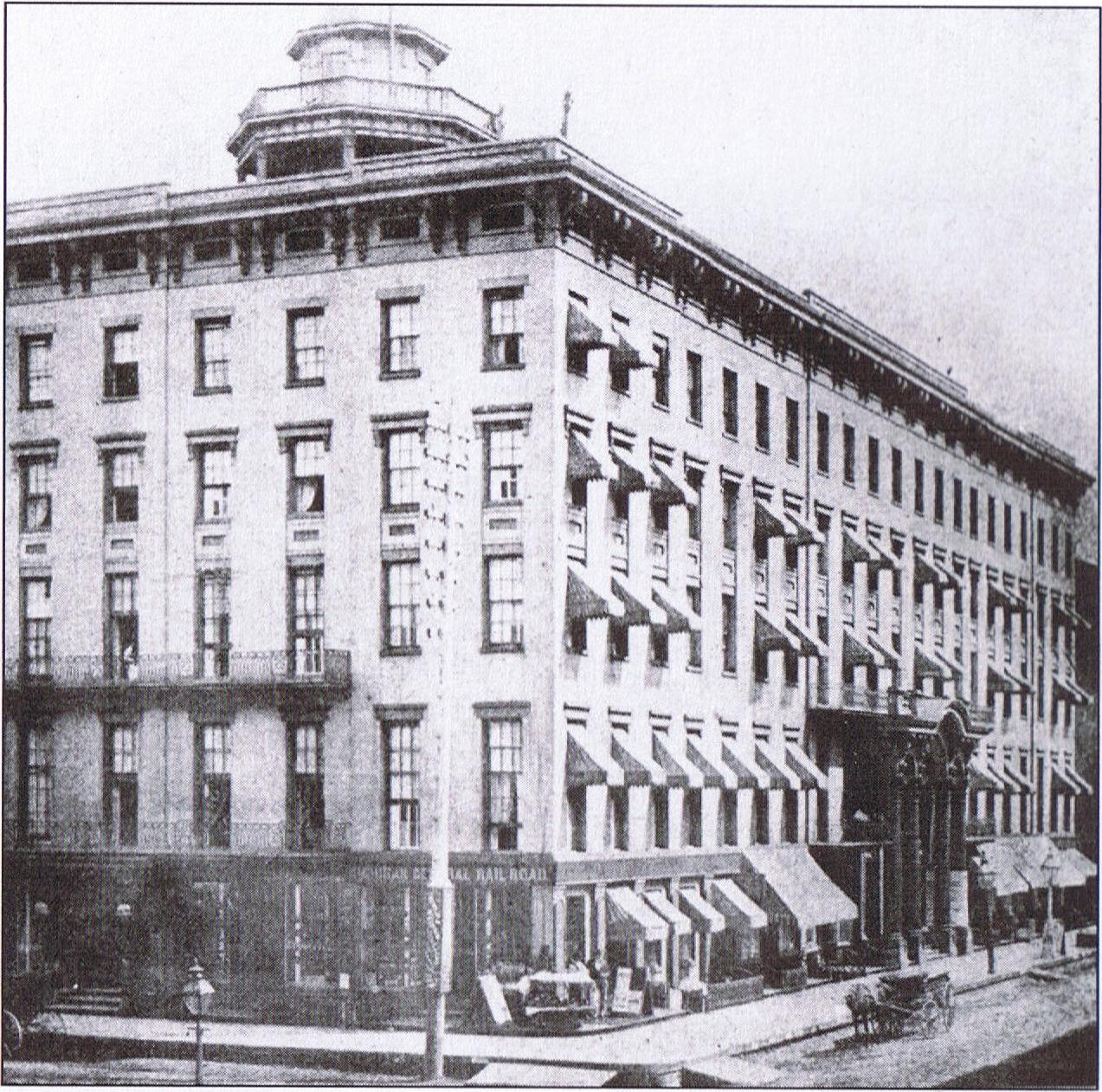
Tercer hotel

Tras la pérdida del segundo edificio, se construyó un tercer edificio hotelero en el mismo lugar. Era una estructura de ladrillo de mampostería de bloques de cinco pisos y medio con 260 habitaciones, y fue diseñada por John M. Van Osdel. El nuevo hotel ocupaba la totalidad del terreno que los hermanos Couch habían adquirido antes de la pérdida del edificio anterior. Estaba equipado con las mejores comodidades de la época, y su construcción costó 75.000 dólares y 260.000 dólares su amueblamiento. Muchas habitaciones estaban equipadas con el lujo de siendo de estilo en suite, con baños y bañeras privados. Antes de su inauguración, el nuevo gran edificio fue ridiculizado como "La locura del sofá" por aquellos que esperaban que fracasara. El tercer hotel abrió sus puertas el 29 de septiembre de 1850. Durante un tiempo fue considerado el hotel líder del oeste. Estados Unidos.

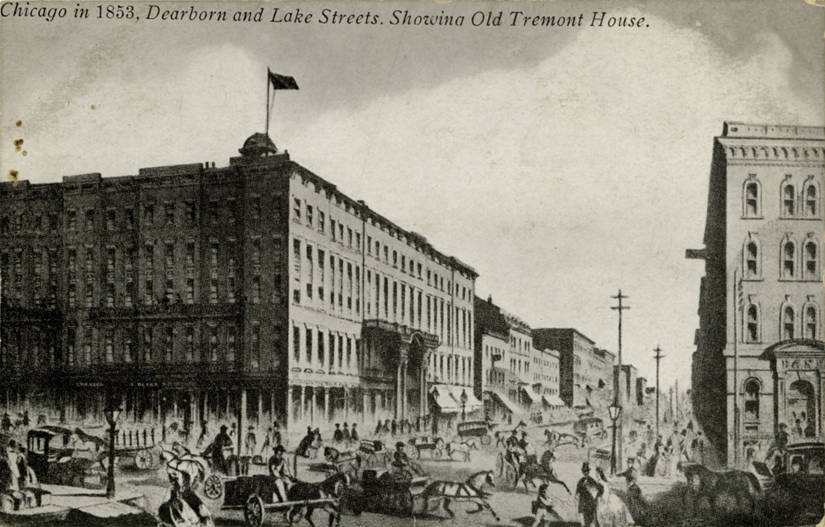
1853 Ilustración de la escena callejera fuera del tercer hotel

En el momento en que se construyó el tercer hotel, su vecindario estaba ubicado en el límite del distrito comercial desarrollado y la pradera no desarrollada. En 1848, el distrito comercial de la ciudad El rict había estado ubicado en Lake Street al oeste de Clark Street  (Chicago). El área al este de Dearborn Street era una pradera no desarrollada, lo que colocaba al hotel en el límite del distrito comercial desarrollado y la pradera no desarrollada. Con la construcción del hotel, el área no desarrollada comenzó a ver algunas construcciones residenciales, antes de que el tercer hotel y su reputación positiva comenzaran a atraer un desarrollo más intenso a la zona.

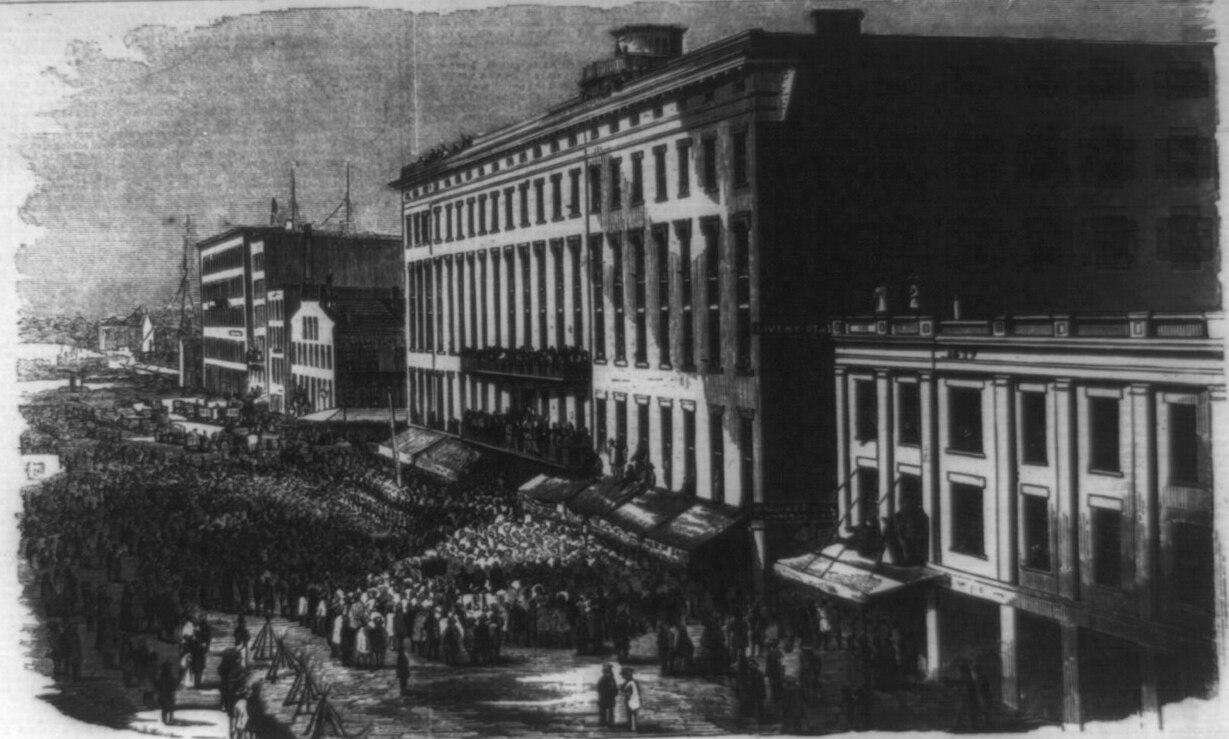
Ilustración de 1853 del periódico ilustrado de Frank Leslie de una multitud reunida fuera del hotel para un evento

En 1853, tres años después de la apertura de la tercera encarnación del hotel, se alquiló el edificio y se vendieron los muebles a David Allen Gage y George W. Gage. Los Couch habían intentado retirarse del acuerdo poco después de que se vendiera el contrato de arrendamiento, pero cedieron después los Gage amenazaron con una demanda. En 1855, John Drake se unió a los Gage, adquiriendo una cuarta parte de las operaciones del hotel. En 1861, se convirtió en el único propietario de su operación, y permanecería así hasta 1872.

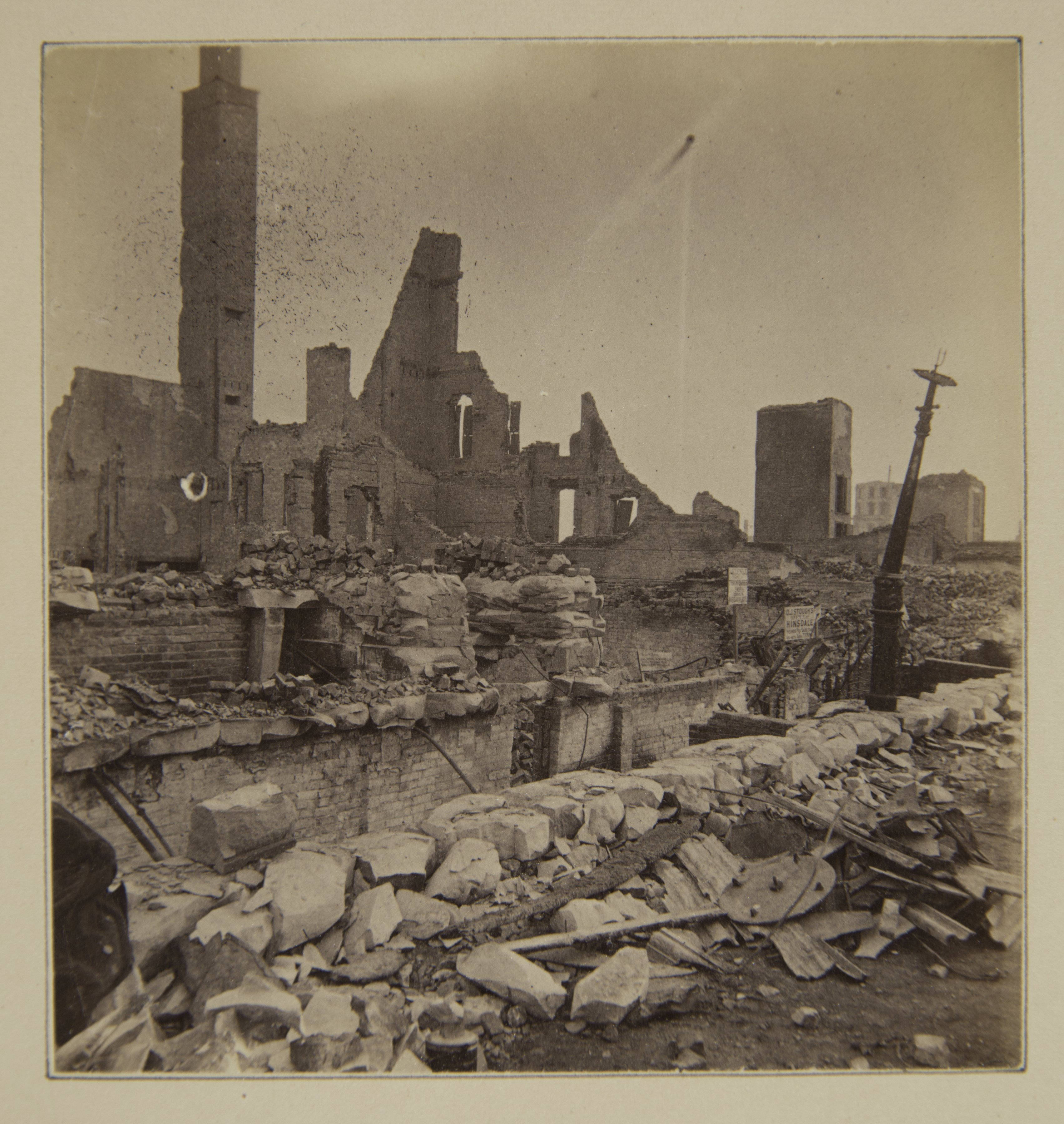
Ruinas del tercer hotel después del Gran Incendio de Chicago de 1871

El edificio estuvo entre los más grandes que se levantaron físicamente cuando Chicago elevó el nivel de sus calles en las décadas de 1850 y 1860. En 1861, Ely, Smith y Pullman levantaron la Casa Tremont a seis pies en el aire (George Pullman se hizo famoso como constructor antes de hacerse famoso por fabricar coches cama). El edificio fue uno de los muchos edificios en Chicago levantados para igualar el La pendiente de las calles aumentó a mediados del siglo XIX.
Durante la carrera senatorial de los Estados Unidos de 1858 en Illinois (Elección al Senado de los Estados Unidos de 1859 en Illinois), Stephen A. Douglas, que se alojaba regularmente en el hotel mientras estaba en Chicago, pronunció un discurso el 9 de julio de 1858 que incluía una reprimenda al discurso dividido en la casa de Lincoln de Abraham Lincoln. Lincoln, que estaba en Chicago para asistir a una sesión inaugural del Tribunal de Distrito de los Estados Unidos, apareció en el hotel esa noche para presentar una refutación. Esto, en cierto sentido, fue el comienzo. de las campañas de cada individuo para el Senado.
El hotel sirvió como sede del Partido Republicano de Illinois durante la Convención Nacional Republicana de 1860 (celebrada en el cercano Wigwam (Chicago) mientras presionaban a favor de Abraham Lincoln.
En 1865, Mary Lincoln (Mary Todd Lincoln) se quedó en el hotel durante una semana después del asesinato (Asesinato de Abraham Lincoln) de su marido. Robert Lincoln y Tad Lincoln se quedaron con ella durante ese tiempo.
El hotel se quemó hasta los cimientos durante el Gran Incendio de Chicago en 1871.

### Operación provisional del hotel después del incendio
Durante el período intermedio posterior al incendio, el hotel funcionó como "New Tremont House" en una estructura que John Drake había comprado en Michigan Avenue y el Congreso. Drake compró este hotel temporal como una apuesta exitosa de que escaparía del incendio mientras el fuego arrasaba la ciudad.

### Cuarto hotel

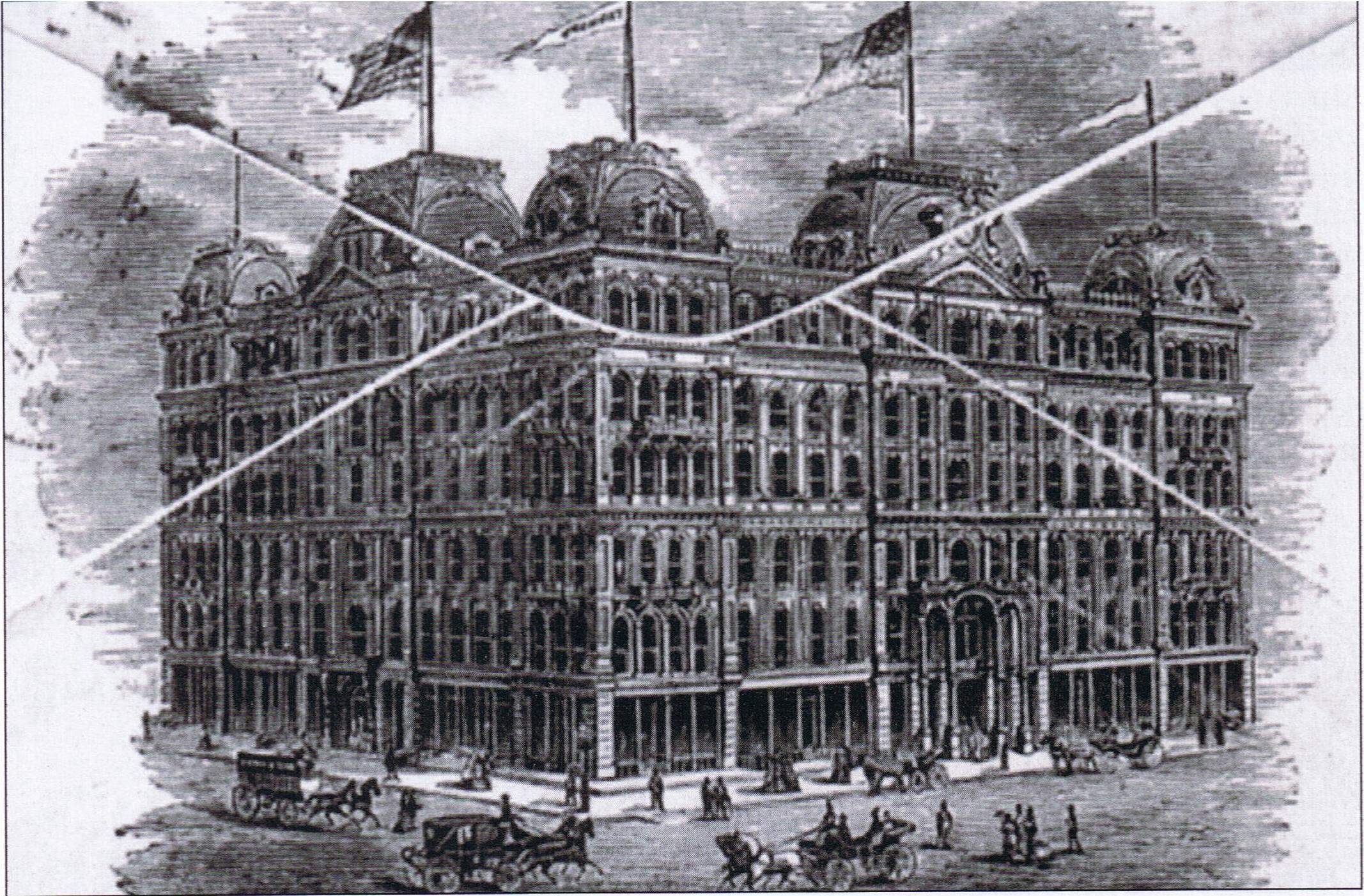
Ilustración del cuarto hotel

El cuarto hotel fue diseñado por John M. Van Osdel, quien había diseñado el tercer hotel anterior. Abrió sus puertas en 1873. Tenía seis pisos.  

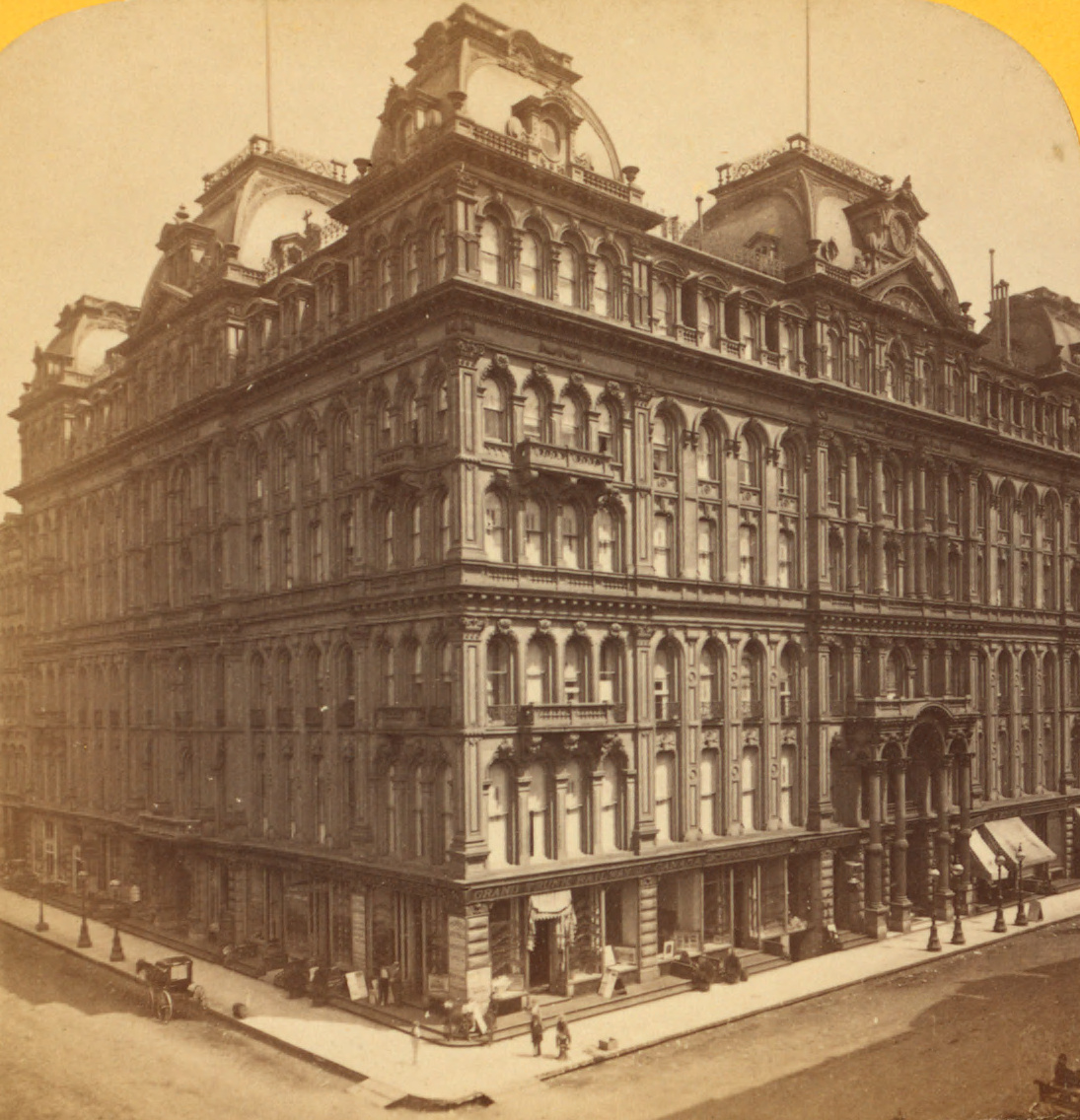
Fotografía del cuarto hotel

 Fue construido por James Couch y la propiedad de su hermano Ira Couch, quien falleció en 1857. El hotel reconstruido permaneció junto con el Palmer House, el Grand Pacific Hotel y el Sherman House como hotel líder después del Gran Incendio de Chicago. Fue construido en el estilo arquitectónico comercial palazzo de la época y afirmaba ser a prueba de fuego. James Couch y su hijo Ira Couch (que no debe confundirse con su difunto hermano del mismo nombre) eran los propietarios de la nueva cuarta encarnación del hotel en su inauguración. El hotel era uno de los "cuatro grandes" hoteles de la ciudad después del incendio, siendo los otros tres el Grand Pacific, Palmer House y el  Casa Sherman.El edificio estuvo en pie hasta 1937, pero el hotel había cerrado antes. En 1902, el edificio fue comprado por la Universidad Northwestern y albergó sus escuelas de derecho,    odontología y negocios.  

## Hotel moderno
The Tremont Chicago Hotel está en 100 East Chestnut Street, entre Michigan Avenue en la Magnificent Mile y Rush Street (Chicago). El hotel albergaba la ubicación en Chicago del restaurante de Mike Ditka, que cerró en 2020. Este bloque de Chestnut también se conoce como Mike Ditka Way.